# Josep Roca i Galès
Josep Roca Galès (Barcelona, 1827 - Vila de Gràcia 19 de gener de 1891, Barcelona) fou un dirigent obrer, teixidor, cooperativista i republicà, des de 1866 encapçalà a Barcelona un obrerisme societari i cooperativista. Fou treballador de la fàbrica de filats Vilaregut, a Gràcia.
El 1866 fundà la revista La Asociación destinada a divulgar els principis de la cooperació, a través de la qual sovint parlava de cooperativisme, afirmant que era la solució dels problemes plantejats a la classe obrera. Col·laborà sovint a "El tejedor", òrgan de la Societat de Teixidors a Mà. Va participar en el Congrés Obrer Català de 1868 com capdavanter d'un obrerisme cooperativista i politicista, en el Centre Federal de Societats Obreres de Barcelona de 1869 i en el Congrés Obrer Espanyol de juny de 1870, on tingué una intervenció destacada. Els anys 1873 i 1874 fou diputat provincial de Barcelona.
L'any 1876 va visitar l'Exposició Universal de Filadelfia com a comissionat del Foment de Producció Nacional de Barcelona. Arran d'aquella visita publicà "Un obrero en Fairmount Park. Revista crítica industrial de la Exposición de Filadelfia" (Barcelona, 1876).

## Vida i obra
Josep Roca i Galès fruit de les circumstàncies familiars començà a treballar des de ben jove a la fàbrica de filats Vilaregut, així i tot no deixà de banda els seus estudis fonamentals tècnics. Amb 17 anys, en el marc de la vaga a la fàbrica contra la implantació de les selfactines, s'oposà a la destrucció de les màquines i, inclús, arribà a protegir amb el seu propi cos a Pelegrí Vilaregut – el seu patró – de les masses; a més de convèncer a aquestes que no destruïssin la maquinària.
Les del 1860 i 1870 van ser molt productives en la vida de Roca i Galès. El 1860 s'inicià com a docent a l'Escola Tècnica de Tissatge, abans del 1865 ja havia fundat la Propagadora de Trabajo de Barcelona. I participà en el Congrés Obrer de Barcelona de 1865, organitzat per les cooperatives i les societats d'ajuda mútua i resistència. En aquest congrés Roca i Galès defensà les seves tesis cooperativistes. Aquestes partien de la idea inicial de l'associacionisme com a eina elemental de resistència i socors mutus per millorar les condicions de vida dels treballadors. Subdividí les cooperatives entre cooperatives de consum i de producció, així i tot opinava que tant unes com les altres havien d'estar federades per un gran Banc de Crèdit. Mentre que les primeres creia que s'havien d'organitzar en petites seccions i estar federades a un centre directiu, amb una caixa central per fer les compres a l'engròs; les segones defensava que com més gran en nombre de membres fossin millor.
El 1866 fundà la revista La Asociación, destinada a divulgar els principis cooperatius. El 1868 intervingué en el Congrés Obrer Català, on s'aprovà per unanimitat el suport d'un règim republicà, l'acceptació d'una lluita política i una posició favorables al cooperativisme. L'any 1870, juntament amb Antoni Carné i Mata – president del Centre d'Associacions de Teixidors de Catalunya – com ja havia fet en altres ocasions, medià per posar fi a la falsa creença difosa pels lliurecanvistes que els industrials feien contraban a gran escala. Mitjançant la coneixença de l'estat real dels telers a partir de les informacions dels mateixos treballadors i seguint el camí que recorrien els productes acabaren trobant els culpables reals, posant fi a la polèmica. El fet que als culpables se'ls hi obrís un expedient però no se'ls hi executés ocasionà que, el 1881 quan Roca i Galès va voler presentar-se a les eleccions del Parlament dins de les llistes del Partit Republicà, hi hagués el temor que els expedients aleshores, fent que no sortís elegit. Aquest temor estava infundat, ja que Roca i Galès s'havia mostrat públicament partidari de no acceptar la corrupció moral.
El mateix 1870 participà en el Congrés Obrer de Barcelona, on un dels temes principals va ser el cooperativisme. Aquest, defensat entre d'altres per Roca i Galès, es va veure derrotat en les votacions, ja que només s'aprovaren l'existència de les cooperatives de consum, deixant les de producció excloses. Això es deu, en part, que la majoria de participants defensaven la revolució social com a eina d'emancipació dels treballadors, enfront a l'associacionisme que defensava el cooperativisme. Tot i la manca de suport no el frenà i tres anys més tard presentà a la Diputació Provincial de Barcelona un projecte per establir caixes de previsió per a invàlids, però no es va poder dur a terme aleshores a causa del context.
El 1876 va ser escollit per la Junta de Foment de la Producció Nacional per formar part dels assistents a l'Exposició Universal de Filadèlfia. És en aquest context on trobem el primer text que es conserva de Roca i Galès. Es tracta d'un fulletó on fa una descripció de la vida quotidiana, laboral i política de la ciutat de Filadèlfia. A més de parlar detalladament del pavelló espanyol de l'Exposició.
En la convocatòria del Congrés Sociològic de València del 1883, sota el títol La Cuestión Social exposava que s'havia d'assistir en aquest congrés per tal de trobar solucions pràctiques i de fàcil aplicació, per tal que tots els sectors estiguessin d'acord. Les tipologies de les solucions radicaven en:
- La moral, és a dir, des de l'educació primària obligatòria i organitzada; amb la creació d'escoles granja models; creació d'escoles i càtedres d'arts i oficis i mestres mecànics; i activitats culturals participatives.
- Els béns materials, com la millora de la salubritat dins dels tallers i de les habitacions dels obrers; la regulació del màxim d'hores que els infants podien assistir als tallers; la regulació de la dona, és a dir, on havia de treballar, com ho havia de fer, etc; la creació de caixes de pensions pels invàlids; l'establiment de tribunals d'arbitratge; i una legislació aranzelària que s'adaptés a les diverses circumstàncies i dinàmiques econòmiques de cada producte.
Josep Roca i Galès morí el 19 de gener de 1891 a l'edat de 63 anys.